# Liste der Bodendenkmale in Spremberg
In der Liste der Bodendenkmale in Spremberg sind alle Bodendenkmale der brandenburgischen Stadt Spremberg und ihrer Ortsteile aufgelistet. Grundlage ist die Veröffentlichung der Landesdenkmalliste mit dem Stand vom 31. Dezember 2020.
Die Baudenkmale sind in der Liste der Baudenkmale in Spremberg aufgeführt.
|    | Gemarkung         | Flur   | Kurzansprache | Bodendenkmalnummer | Bemerkung | Bild |
| -- | ----------------- | ------ | --- | ------------------ | --------- | ---- |
| 1  | Graustein (Lage)  | 2, 3   | Dorfkern deutsches Mittelalter, Dorfkern Neuzeit, Kirche deutsches Mittelalter, Kirche Neuzeit, Friedhof deutsches Mittelalter, Friedhof Neuzeit                                                                                              | 120024             |           |      |
| 2  | Groß Luja (Lage)  | 3      | Dorfkern deutsches Mittelalter, Dorfkern Neuzeit, Kirche deutsches Mittelalter, Kirche Neuzeit, Friedhof deutsches Mittelalter, Friedhof Neuzeit                                                                                              | 120355             |           |      |
| 3  | Hornow (Lage)     | 2      | Siedlung Bronzezeit, Friedhof Neuzeit, Kirche deutsches Mittelalter, Kirche Neuzeit, Dorfkern deutsches Mittelalter, Turmhügel Neuzeit, Turmhügel deutsches Mittelalter, Dorfkern Neuzeit, Siedlung Eisenzeit, Friedhof deutsches Mittelalter | 120323             |           |      |
| 4  | Hornow (Lage)     | 3      | Siedlung Bronzezeit, Siedlung Eisenzeit, Siedlung römische Kaiserzeit, Siedlung slawisches Mittelalter | 120580             |           |      |
| 5  | Hornow (Lage)     | 3      | Siedlung römische Kaiserzeit | 120581             |           |      |
| 6  | Hornow (Lage)     | 2      | Gräberfeld römische Kaiserzeit | 120582             |           |      |
| 7  | Hornow (Lage)     | 4      | Mühle Neuzeit | 120584             |           |      |
| 8  | Lieskau (Lage)    | 1      | Dorfkern deutsches Mittelalter, Dorfkern Neuzeit | 120442             |           |      |
| 9  | Pulsberg (Lage)   | 4      | Dorfkern deutsches Mittelalter, Dorfkern Neuzeit | 120191             |           |      |
| 10 | Schönheide (Lage) | 1      | Dorfkern Neuzeit | 120564             |           |      |
| 11 | Sellessen (Lage)  | 3      | Gräberfeld Bronzezeit | 120053             |           |      |
| 12 | Sellessen (Lage)  | 2      | Gräberfeld Bronzezeit, Gräberfeld Eisenzeit | 120054             |           |      |
| 13 | Sellessen (Lage)  | 5      | Dorfkern Neuzeit, Dorfkern deutsches Mittelalter | 120364             |           |      |
| 14 | Sellessen (Lage)  | 2, 3   | Kirche deutsches Mittelalter, Kirche Neuzeit, Dorfkern Neuzeit, Dorfkern deutsches Mittelalter | 120394             |           |      |
| 15 | Spremberg (Lage)  | 27     | Burg deutsches Mittelalter, Burg Neuzeit | 120056             |           |      |
| 16 | Spremberg (Lage)  | 27     | Altstadt deutsches Mittelalter, Altstadt Neuzeit, Gräberfeld deutsches Mittelalter, Gräberfeld Neuzeit | 120070             |           |      |
| 17 | Spremberg (Lage)  | 18, 27 | Vorstadt Mittelalter, Vorstadt Neuzeit | 120071             |           |      |
| 18 | Spremberg (Lage)  | 27     | Friedhof Neuzeit | 120073             |           |      |
| 19 | Spremberg (Lage)  | 25     | Friedhof Neuzeit | 120104             |           |      |
| 20 | Spremberg (Lage)  | 9      | Dorfkern deutsches Mittelalter, Dorfkern Neuzeit | 120408             |           |      |
| 21 | Spremberg (Lage)  | 27     | Hospital, Kirche, Friedhof deutsches Mittelalter / Neuzeit | 120494             |           |      |
| 22 | Spremberg (Lage)  | 15     | Siedlung Bronzezeit, Siedlung römische Kaiserzeit, Einzelfund deutsches Mittelalter, Einzelfund Neuzeit, Siedlung Neolithikum, Siedlung Eisenzeit                                                                                             | 120556             |           |      |
| 23 | Türkendorf (Lage) | 1      | Dorfkern Neuzeit, Dorfkern deutsches Mittelalter | 120349             |           |      |
| 24 | Wadelsdorf (Lage) | 1      | Dorfkern Neuzeit, Mühle Neuzeit | 120563             |           |      |